# Didymocarpus andersonii
Didymocarpus andersonii är en tvåhjärtbladig växtart som beskrevs av Charles Baron Clarke. Didymocarpus andersonii ingår i släktet Didymocarpus och familjen Gesneriaceae. Inga underarter finns listade i Catalogue of Life.